# Megasema wockei
Megasema wockei là một loài bướm đêm trong họ Noctuidae.